# Effetto Diderot

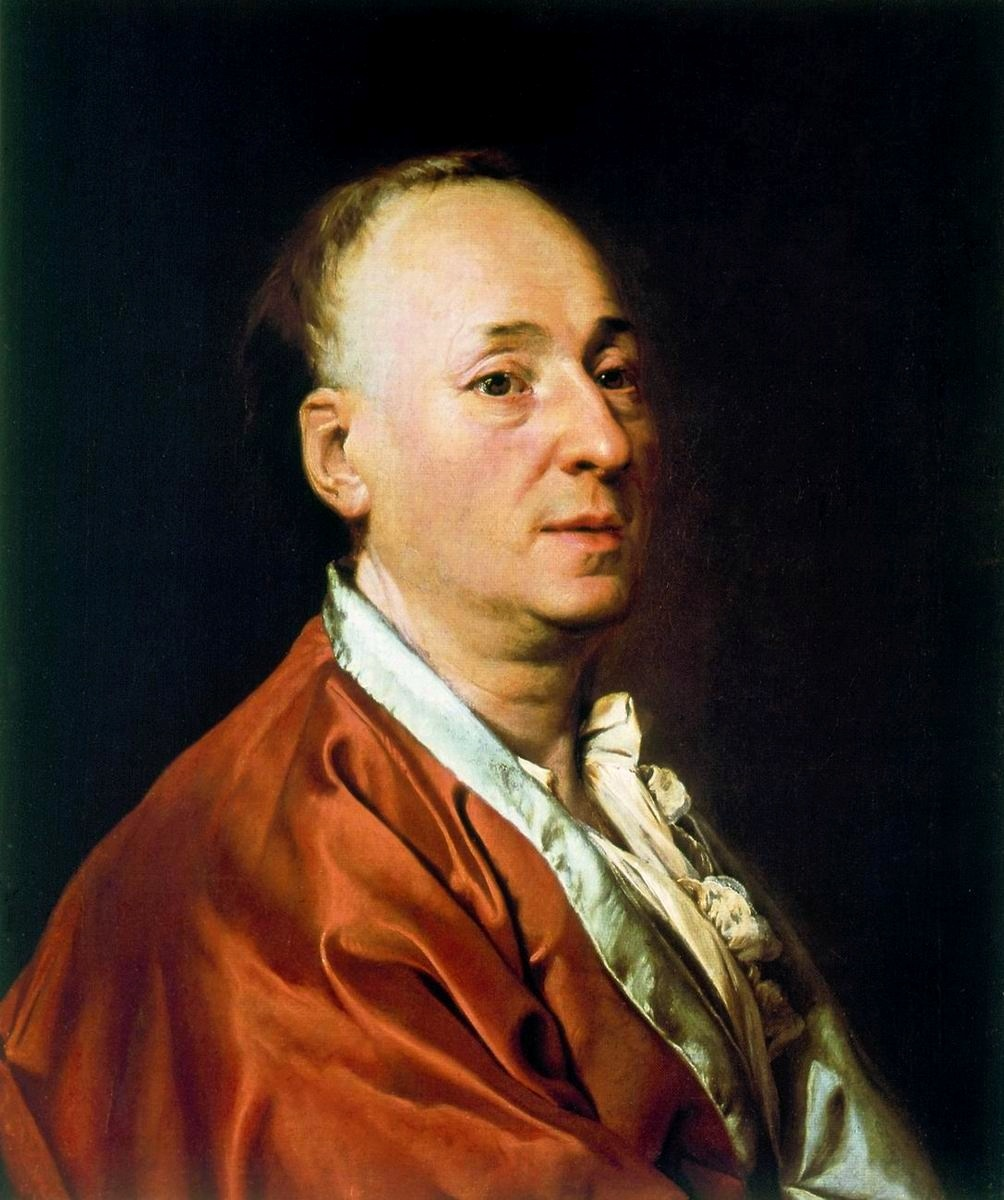
Denis Diderot, 1773, ritratto da Dmitrij Levitskij

L'effetto Diderot è un fenomeno sociale legato ai beni di consumo. Si tratta di una particolare branca dello shopping compulsivo: consiste nella pulsione ad acquistare cose nuove perché quelle vecchie ci sembrano "stonate", una sorta di spirale che porta ad acquistare molte più cose di quante realisticamente servirebbero.

## Definizione
Si basa su due idee. La prima idea è che i beni acquistati dai consumatori si allineano con il loro senso di identità e, di conseguenza, si completano a vicenda. La seconda idea afferma che l'introduzione di un nuovo bene che si discosta dagli attuali beni complementari del consumatore può provocare un processo di consumo a spirale.
Coniato dall'antropologo e studioso dei modelli di consumo Grant McCracken nel 1988, prendendo il nome dal filosofo francese Denis Diderot (1713-1784), che per primo ha descritto l'effetto in un saggio, il termine è diventato comune nelle discussioni sul consumo sostenibile e sul consumismo verde, in riferimento al processo per cui un acquisto o un regalo crea insoddisfazione per i beni e l'ambiente esistenti, provocando un modello di consumo potenzialmente a spirale con impatti ambientali, psicologici e sociali negativi.

## Ispirazione
Quando Denis Diderot ricevette una nuova vestaglia, ne fu molto felice, come scrisse nel suo saggio "Rimpianti per il mio vecchio vestito del 1769". Tuttavia, quando lo indossò, sentì un certo disagio: il nuovo vestito non era in alcun modo collegato a tutte le altre cose che possedeva. Era molto più bello ed elegante. In breve, era infelice, e si rese conto che i mobili intorno a lui, il letto e tutto l'appartamento erano vecchi e non si abbinavano alla bellezza del vestito nuovo. Quindi cosa fare? Sostituire tutto e sostituirlo con oggetti più eleganti. E così l'ambiente alla fine divenne adatto per perfezionare il nuovo abito, ma nel frattempo il filosofo spese tutti i suoi risparmi. Morale: "Ero il padrone assoluto del mio vecchio cappotto, e sono diventato lo schiavo di questo nuovo".